# Seznam zaniklých chráněných území v Česku
Toto je seznam míst v České republice, která pozbyla statusu zvláště chráněného území nebo která byla v souvislosti se zrušením stávající formy ochrany zahrnuta do jiného chráněného celku. Seznam byl aktualizován k lednu 2014.

## Zrušení zvláštní ochrany
| Kód  | Obrázek | Název                                      | Druh                     | Galerie Commons                                                             | Okres                    | Popis území                                                            | Zrušeno            | Důvod zrušení                       |
| ---- | ------- | ------------------------------------------ | ------------------------ | --------------------------------------------------------------------------- | ------------------------ | ---------------------------------------------------------------------- | ------------------ | ----------------------------------- |
| 2448 |         | Černá louka                                | Přírodní památka         |                                                                             | Jičín                    | Důvodem ochrany byla zachovalá slatina s výraznou vegetací             | 31. prosince 1998  |                                     |
| 2481 |         | Dolnice                                    | Přírodní památka         |                                                                             | Kroměříž                 | Lokalita řezanu pilolistého                                            | 31. prosince 1999  |                                     |
| 814  |         | Kozinec                                    | Přírodní památka         |                                                                             | Jičín                    | Melafyrový suk prorážející permské horniny                             | 31. prosince 1999  |                                     |
| 230  |         | Lutonina u Vizovic                         | Přírodní památka         |                                                                             | Zlín                     | Důvodem ochrany byl dubohabrový les s výskytem střevíčníku pantoflíčku | 31. prosince 1999  |                                     |
| 258  |         | Na Chmelově                                | Přírodní památka         |                                                                             | Kroměříž                 | Smíšený porost a pastviny s četnými vzácnými vstavači                  | 31. prosince 1999  |                                     |
| 792  |         | Pod Bukovinou                              | Přírodní památka         |                                                                             | Chrudim                  | ?                                                                      | 31. prosince 1999  |                                     |
| 364  |         | Rašeliniště Huť v Českém lese              | Přírodní památka         |                                                                             | Cheb                     | Zbytek podmáčené smrčiny a olšiny                                      | 31. prosince 1999  |                                     |
| 1355 |         | Krápník                                    | Přírodní památka         | Kategorie „Krápník (half-cave)“ na Wikimedia Commons                        | Česká Lípa               | Pískovcový převis s typickou voštinovou výzdobou                       | 26. března 2001    |                                     |
| 726  |         | Polabiny                                   | Přírodní památka         | Kategorie „Polabiny (přírodní památka)“ na Wikimedia Commons                | Hradec Králové Pardubice | Mrtvé rameno Labe se vzácnými společenstvy rostlin a živočichů         | 16. ledna 2001     |                                     |
| 1516 |         | Jezdkovický les                            | Přírodní památka         |                                                                             | Opava                    | Smíšený, převážně smrkový les s vysokou koncentrací mravenišť          | 30. listopadu 2005 |                                     |
| 1075 |         | V Kalužích                                 | Přírodní rezervace       |                                                                             | Opava                    | Mokřadní louky s typickou květenou, krajinářsky velmi hodnotné území   | 30. listopadu 2005 |                                     |
| 463  |         | U Černoblatské louky                       | Přírodní památka         |                                                                             | Rychnov nad Kněžnou      | Významný porost ekotypu borovice lesní                                 | 1. května 2007     |                                     |
| 475  |         | Valašské muzeum v přírodě                  | Národní přírodní památka | Kategorie „Valašské muzeum v přírodě“ na Wikimedia Commons                  | Vsetín                   | Skanzen valašské architektury s ukázkami ručního obdělávání půdy       | 1. května 2007     |                                     |
| 1620 |         | Merkur                                     | Přírodní památka         | Kategorie „Merkur (natural monument)“ na Wikimedia Commons                  | Chomutov                 | Unikátní paleontologické naleziště                                     | 9. července 2009   | v důsledku sesuvů naleziště zaniklo |
| 1198 |         | Prameniště Hamerského potoka U velké jedle | Přírodní památka         | Kategorie „Prameniště Hamerského potoka U velké jedle“ na Wikimedia Commons | Prostějov                | Komplex lesních pramenišť s porosty olše a vlhkomilného podrostu       | 20. června 2012    |                                     |
| 1247 |         | Pod Panským lesem                          | Přírodní památka         | Kategorie „Pod Panským lesem“ na Wikimedia Commons                          | Prostějov                | Vlhká louka s hojným výskytem upolínu evropského                       | 23. června 2012    | Upolín evropský z lokality vymizel  |

## Změna formy ochrany
| Kód  | Obrázek                           | Název                   | Druh                       | Galerie Commons                                                                | Okres             | Popis území | Zrušeno           | Důvod zrušení                                                                                    |
| ---- | --------------------------------- | ----------------------- | -------------------------- | ------------------------------------------------------------------------------ | ----------------- | --- | ----------------- | ------------------------------------------------------------------------------------------------ |
| 1307 |                                   | Velká kotlina           | Státní přírodní rezervace  | Kategorie „Velká kotlina“ na Wikimedia Commons                                 | Jeseník           | | 14. prosince 1990 | začlenění do nově vyhlášené Praděd (národní přírodní rezervace)                                  |
| 923  |                                   | Čertova ruka            | Přírodní památka           | Kategorie „Čertova ruka“ na Wikimedia Commons                                  | Semily            | Předmětem ochrany byl křídový pískovcový skalní útvar, zbytek reliktního boru a archeologické naleziště - osídlení člověka v mladší době kamenné. | 22. dubna 1998    | začlenění do nově vyhlášené PR Hruboskalsko                                                      |
| 5648 |                                   | Suťové svahy            | Přírodní památka           |                                                                                | Chrudim           | Zachování zbytku suťového lesa a významného naleziště mnoha druhů měkkýšů ve svahovém listnatém porostu | 1. března 1995    | začlenění do PR Oheb                                                                             |
| 2497 |                                   | Frýdlantské cimbuří     | Národní přírodní rezervace | Kategorie „Frýdlantské cimbuří“ na Wikimedia Commons                           | Liberec           | Suťové smíšené porosty v Jizerských horách | 16. srpna 1999    | začlenění do NPR Jizerskohorské bučiny                                                           |
| 296  | Vyhlídka na Paličníku             | Paličník                | Národní přírodní rezervace | Kategorie „Paličník“ na Wikimedia Commons                                      | Liberec           | Zbytek smíšených porostů typických pro skalnaté partie Jizerských hor | 16. srpna 1999    | vytvoření NPR Jizerskohorské bučiny                                                              |
| 332  |                                   | Poledník                | Národní přírodní rezervace | Kategorie „Poledník (national natural reserve)“ na Wikimedia Commons           | Liberec           | Nejreprezentativnější porosty Jizerských hor (především bučiny) | 16. srpna 1999    | vytvoření NPR Jizerskohorské bučiny                                                              |
| 418  |                                   | Stržový vrch            | Národní přírodní rezervace | Kategorie „Stržový vrch“ na Wikimedia Commons                                  | Liberec           | Staré bučiny se smrkem na skalnatém podkladu | 16. srpna 1999    | vytvoření NPR Jizerskohorské bučiny                                                              |
| 438  |                                   | Špičák                  | Národní přírodní rezervace | Kategorie „Špičák (724 m)“ na Wikimedia Commons                                | Liberec           | Stará bučina na balvanitém svahu | 16. srpna 1999    | vytvoření NPR Jizerskohorské bučiny                                                              |
| 442  |                                   | Štolpichy               | Národní přírodní rezervace | Kategorie „Category:Štolpichy“ na Wikimedia Commons                            | Liberec           | Přirozené smíšené listnaté porosty na balvanitém podkladu, vodopády Štolpichu | 16. srpna 1999    | vytvoření NPR Jizerskohorské bučiny                                                              |
| 446  |                                   | Tišina                  | Národní přírodní rezervace | Kategorie „Category:Tišina (national nature reserve)“ na Wikimedia Commons     | Liberec           | Smíšený jehličnato-listnatý porost na skalnatém podkladu | 16. srpna 1999    | vytvoření NPR Jizerskohorské bučiny                                                              |
| 348  |                                   | Hamerské vrásy          | Přírodní památka           | Kategorie „Hamerské vrásy“ na Wikimedia Commons                                | Znojmo            | Ukázka ptygmatického vrásnění ortorul | 31. prosince 1999 |                                                                                                  |
| 1313 |                                   | Havranické vřesoviště   | Přírodní památka           |                                                                                | Znojmo            | Přirozené vřesoviště s řadou významných druhů | 31. prosince 1999 | začlenění do Národního parku Podyjí                                                              |
| 1311 |                                   | Hradišťské terasy       | Přírodní památka           |                                                                                | Znojmo            | Ukázka přirozené sukcese stepních a lesostepních druhů v opuštěných sadech | 31. prosince 1999 | začlenění do Národního parku Podyjí                                                              |
| 173  |                                   | Kloc                    | Přírodní rezervace         |                                                                                | Jihlava           | Důvodem ochrany byl přirozený porost buku, jedle, smrku a klenu | 31. prosince 1999 | vytvoření PR V Klučí                                                                             |
| 1308 |                                   | Kraví hora              | Přírodní památka           |                                                                                | Znojmo            | Vřesoviště s teplomilnými společenstvy | 31. prosince 1999 | začlenění do Národního parku Podyjí                                                              |
| 222  |                                   | Loučky                  | Přírodní rezervace         |                                                                                | Jihlava           | Důvodem ochrany byla přirozená smíšená bučina | 31. prosince 1999 | vytvoření PR V Klučí                                                                             |
| 1134 |                                   | Ranská bahna            | Národní přírodní rezervace |                                                                                | Havlíčkův Brod    | Důvodem ochrany byl unikátní systém prameništních a potočních jasanových olšin s typickou flórou a faunou | 31. prosince 1999 | vytvoření NPR Ransko                                                                             |
| 408  |                                   | Staré Ransko            | Národní přírodní rezervace |                                                                                | Havlíčkův Brod    | Bohatá lokalita bledule jarní | 31. prosince 1999 | vytvoření NPR Ransko                                                                             |
| 1309 |                                   | Popické kopečky         | Přírodní památka           |                                                                                | Zlín              | Dva ploché kopečky s porosty stepních lad a vřesovišť | 31. prosince 1999 | začlenění do Národního parku Podyjí                                                              |
| 924  |                                   | Rašeliniště Vidlák      | Přírodní rezervace         |                                                                                | Semily            | Slatinná louka s vlhkomilnými společenstvy | 31. prosince 1999 | vytvoření PR Podtrosecká údolí                                                                   |
| 405  |                                   | Soutok                  | Národní přírodní rezervace |                                                                                | Břeclav           | Starý lužní prales, ptačí hnízdiště | 31. prosince 1999 | Začlenění do NPR Cahnov - Soutok                                                                 |
| 463  |                                   | Údolí Dyje              | Přírodní památka           |                                                                                | Znojmo            | Kaňonovité údolí s četnými skalními výchozy a suťovitými poli, přirozené lesy a lesostepní porosty | 31. prosince 1999 | začlenění do Národního Parku Podyjí                                                              |
| 443  |                                   | Tabulová                | Národní přírodní rezervace |                                                                                | Břeclav           | Tabulová hora s teplomilnými společenstvy-lokalita šalvěje habešské | 22. června 2000   | Vytvoření NPR Tabulová, Růžový vrch a Kočičí kámen                                               |
| 878  |                                   | Kočičí kámen            | Přírodní památka           |                                                                                | Břeclav           | Vápencové skalisko s velmi bohatou květenou typickou pro Pálavu | 27. září 2000     | Vytvoření NPR Tabulová, Růžový vrch a Kočičí kámen                                               |
| 821  |                                   | Bludy                   | Přírodní rezervace         |                                                                                | Hradec Králové    | Významná lokalita suchomilné květeny | 10. dubna 2007    | začlenění do nově vyhlášené NPR Kněžičky                                                         |
| 642  |                                   | Babylon                 | Přírodní rezervace         |                                                                                | Děčín             | Autochtonní porosty buku a borovice | 1. května 2007    | začlenění do NP České Švýcarsko                                                                  |
| 596  |                                   | Ponova louka            | Přírodní rezervace         |                                                                                | Děčín             | Důvodem ochrany byl zbytek autochtonního bukového porostu | 1. května 2007    | začlenění do NP České Švýcarsko                                                                  |
| 285  |                                   | Boberská stráň          | Přírodní památka           |                                                                                | Trutnov           | Důvodem ochrany byla typická submontánní květnatá bučina a suťový porost v Krkonoších. | 1. dubna 2008     | začlenění do KRNAP                                                                               |
| 529  | Violík - v bývalé PP Prameny Labe | Prameny Labe            | Přírodní památka           |                                                                                | Trutnov Semily    | Nejcennější vrcholové partie Krkonoš v pramenné oblasti Labe | 1. dubna 2008     | začlenění do KRNAP                                                                               |
| 521  |                                   | Prameny Úpy             | Přírodní památka           |                                                                                | Trutnov           | Nejcennější partie Krkonoš v pramenné oblasti Úpy | 1. dubna 2008     | začlenění do KRNAP                                                                               |
| 2455 | Rašeliniště na Černé hoře         | Černohorská rašelina    | Přírodní památka           | Kategorie „Černohorská rašelina“ na Wikimedia Commons                          | Trutnov           | Důvodem ochrany bylo horské rašeliniště | 1. dubna 2008     | začlenění do KRNAP                                                                               |
| 379  |                                   | Rýchory                 | Přírodní památka           |                                                                                | Trutnov           | Vrcholová partie Rýchorského hřebene s přirozenými porosty a rašeliništi | 1. dubna 2008     | začlenění do KRNAP                                                                               |
| 478  |                                   | V bažinkách             | Přírodní památka           | Kategorie „V bažinkách“ na Wikimedia Commons                                   | Semily            | Smíšený horský les typický pro přirozené lesy Krkonoš | 1. dubna 2008     | začlenění do KRNAP                                                                               |
| 921  |                                   | Mechové jezírko         | Přírodní památka           | Kategorie „Mechové jezírko“ na Wikimedia Commons                               | Semily            | Jediné jezírko na české straně Krkonoš, velmi bohatá lokalita mechorostů | 1. února 2009     | začlenění do KRNAP                                                                               |
| 658  |                                   | Klínový potok           | Přírodní památka           |                                                                                | Trutnov           | Úsek horského potoka s obřími hrnci a skalnatými prahy | 1. března 2009    | začlenění do KRNAP                                                                               |
| 1743 |                                   | Javořina                | Přírodní rezervace         |                                                                                | Uherské Hradiště  | Listnaté smíšené porosty s bohatým podrostem | 1. května 2008    | začlenění do NPR Javorina                                                                        |
| 910  |                                   | Pod Horou               | Přírodní památka           |                                                                                | Zlín              | Krajinářsky vysoce hodnotná lokalita vstavačovitých | 1. července 2009  | začlenění do I. zóny CHKO Bílé Karpaty, důvody pro zvláštní ochranu jako PP pominuly eutrofizací |
| 1780 |                                   | Novozámecké louky       | Přírodní rezervace         |                                                                                | Olomouc           | Krajinářsky a přírodovědecky unikátní společenstva aluviálních luk a tůní s výskytem ohrožených druhů rostlin i živočichů | 1. června 2010    | vytvoření PP Pod Templem                                                                         |
| 1589 |                                   | Templ                   | Přírodní rezervace         |                                                                                | Olomouc           | Důvodem ochrany byla přirozená chlumní doubrava | 1. června 2010    | vytvoření PP Pod Templem                                                                         |
| 1391 |                                   | U Zámecké Moravy        | Přírodní památka           |                                                                                | Olomouc           | Důvodem ochrany je lužní porost s výskytem pérovníku pštrosího | 1. června 2010    | začlenění do PR Hejtmanka                                                                        |
| 1651 |                                   | Bradlec                 | Přírodní rezervace         |                                                                                | Šumperk           | Důvodem ochrany je velmi hodnotný zbytek bukového porostu | 1. června 2010    | začlenění do PR Doubrava                                                                         |
| 1700 |                                   | Moravičanské jezero     | Přírodní rezervace         |                                                                                | Šumperk           | Vodní a mokřadní ekosystém – jezera po těžbě štěrkopísku a významné botanické lokality na náplavových plochách, tahové zastávky migrujícího ptactva a vlhkých luk mezi jezerem a Moravou a studijní plochy regenerace mokřadů                                             | 1. února 2011     | začlenění do nově vyhlášené PP Zátrže                                                            |
| 1359 |                                   | Štola pod Jelení cestou | Přírodní památka           |                                                                                | Bruntál           | Nejmasovější zimoviště netopýrů na severní Moravě | 15. února 2011    | začlenění do NPP Javorový vrch                                                                   |
| 1956 |                                   | Horní Lesák             | Přírodní památka           |                                                                                | Jindřichův Hradec | Ochrana cenných mokřadních biotopů a tím i ochrana na ně vázaných rostlin - především zvláště chráněných druhů zevar nejmenší (Sparganium minimum), leknín bělostný (Nyphaea candida), ostřice plstnatoplodá (Carex lasiocarpa) aj. a živočichů, především obojživelníků. | 13. dubna 2011    | začlenění do nově vyhlášené přírodní památky Rybníky u Lovětína                                  |
| 1957 |                                   | Luží u Lovětína         | Přírodní památka           |                                                                                | Jindřichův Hradec | Důvodem ochrany je ochrana cenných mokřadních biotopů a tím i ochrana na ně vázaných rostlin, především zvláště chráněných druhů - zevar nejmenší (Sparganium minimum), ostřice plstnatoplodá (Carex lasiocarpa) a živočichů                                              | 13. dubna 2011    | začlenění do nově vyhlášené přírodní památky Rybníky u Lovětína                                  |
| 1744 |                                   | Žleb                    | Přírodní památka           |                                                                                | Uherské Hradiště  | Květnatá louka, mokřady a dubový háj s bohatou květenou a hmyzem | 5. prosince 2011  | začlenění do I. zóny CHKO Bílé Karpaty, důvody pro zvláštní ochranu jako PP pominuly eutrofizací |
| 401  | Slunečný dvůr                     | Slunečný dvůr           | Přírodní rezervace         | Kategorie „Sluneční dvůr“ na Wikimedia Commons                                 | Česká Lípa        | Bohatá lokalita popelivky sibiřské | 18. června 2012   | začleněno pod NPP Jestřebské slatiny                                                             |
| 183  | Konvalinkový vrch                 | Konvalinkový vrch       | Přírodní památka           | Kategorie „Konvalinkový vrch“ na Wikimedia Commons                             | Česká Lípa        | Ojedinělý výskyt rojovníku bahenního na pískovci | 18. června 2012   | začleněno pod NPP Jestřebské slatiny                                                             |
| 1651 | Velké Jeřábí jezero               | Velké Jeřábí jezero     | Národní přírodní rezervace | Kategorie „Velké jeřábí jezero (national nature reserve)“ na Wikimedia Commons | Sokolov           | Důvodem ochrany je botanicko-rašelinářská rezervace. | 1. července 2012  | začlenění do NPR Rolavská vrchoviště                                                             |
| 501  | Velký močál                       | Velký močál             | Národní přírodní rezervace | Kategorie „Rašeliniště Velký močál“ na Wikimedia Commons                       | Sokolov           | Důvodem ochrany je horské rašeliniště s porosty kleče a význačnou květenou a zvířenou.. | 1. července 2012  | začlenění do NPR Rolavská vrchoviště                                                             |
| 2104 | Bučina na Kienhaidě               | Bučina na Kienhaidě     | Přírodní rezervace         | Kategorie „Bučina na Kienhaidě“ na Wikimedia Commons                           | Chomutov          | Největší přirozený, životaschopný, bohatě se zmlazující a souvislý porost kyselých až svěžích smrkových bučin na biotopických rulách náhorní plošiny východního Krušnohoří v nadmořské výšce 780–820 metrů                                                                | 4. července 2012  | začlenění do nově vyhlášené NPR Prameniště Chomutovky                                            |
| 6125 | Státní lom                        | Státní lom              | Národní přírodní památka   | Kategorie „Státní lom“ na Wikimedia Commons                                    | Prostějov         | Naleziště devonských fosilií | 15. dubna 2017    | začlenění do nově vyhlášené NPP Kosířské lomy                                                    |
| 6125 | Růžičkův lom                      | Růžičkův lom            | Národní přírodní památka   | Kategorie „Růžičkův lom“ na Wikimedia Commons                                  | Prostějov         | Významná paleontologická lokalita | 15. dubna 2017    | začlenění do nově vyhlášené NPP Kosířské lomy                                                    |